# Agreste de Itabaiana
Agreste de Itabaiana is een van de 13 microregio's van de Braziliaanse deelstaat Sergipe. Zij ligt in de mesoregio Agreste Sergipano en grenst aan de microregio's Agreste de Lagarto, Estância, Aracaju, Baixo Cotinguiba, Cotinguiba, Nossa Senhora das Dores en Carira. De microregio heeft een oppervlakte van ca. 1.106 km². In 2006 werd het inwoneraantal geschat op 161.393.
Zeven gemeenten behoren tot deze microregio:
- Areia Branca
- Campo do Brito
- Itabaiana
- Macambira
- Malhador
- Moita Bonita
- São Domingos

Mesoregio's: Agreste Sergipano · Leste Sergipano · Sertão Sergipano

Microregio's: Agreste de Itabaiana · Agreste de Lagarto · Aracaju · Baixo Cotinguiba · Boquim · Carira · Cotinguiba · Estância · Japaratuba · Nossa Senhora das Dores · Propriá · Tobias Barreto · Sergipana do Sertão do São Francisco